# Fireproof
Fireproof (A prueba de fuego, en español) es una película cristiana estadounidense de drama, dirigida por Alex Kendrick y protagonizada por Kirk Cameron y Erin Bethea. Fue realizada bajo el respaldo y la producción de la compañía Samuel Goldwyn Films como la tercera producción de Sherwood Pictures, y se estrenó en septiembre de 2008 en Estados Unidos.
La película se convirtió en un éxito cinematográfico convirtiéndose en una de las películas más taquilleras, recaudando más de 12 millones de dólares durante las dos primeras semanas de su estreno. Debido a su éxito, ha sido catalogada una de las películas de fe más taquilleras de la historia.

## Argumento
Cuenta la relación matrimonial y los problemas de pareja que enfrentan Caleb Holt, un bombero de Albany, Georgia, y su esposa Catherine. Cuando su matrimonio parece acabarse y se encuentra al borde del divorcio, es entonces cuando el padre de Caleb le da un regalo especial, una especie de reto del amor, con la esperanza de que le ayude a salvar su matrimonio. Cuando trabaja – dentro de edificios incendiados – el capitán Caleb aplica el antiguo adagio de los bomberos: jamás dejar atrás a tu compañero. Pero en su casa – entre el frío rescoldo de su apagado matrimonio, las letras que aplica son otras: vive según sus propias reglas. Después de siete años de matrimonio, Caleb y Catherine Holt se han distanciado tanto que Catherine hubiese preferido jamás haberse casado. Ninguno de los dos comprende la presión a la que se encuentra sometido el otro – él como bombero y ella como directora de relaciones públicas de un hospital. Las discusiones continuas sobre sus ambiciones, finanzas, trabajos domésticos y sus intereses personales han sido una fuerza que ha empujado a ambos a buscar algo más atractivo fuera del hogar. Cuando la pareja se prepara para embarcarse en los procedimientos de divorcio, Caleb es retado por su padre. El reto consiste en someterse a un experimento llamado “El reto del amor: durante 40 días”. Al principio, Caleb consiente, lo hace principalmente para no desencantar a su padre y no tanto por salvar su matrimonio. Cuando descubre que los retos cotidianos del libro están relacionados con la fe que ha vuelto a despertar en el alma de sus padres, Caleb pierde el interés por completo. Caleb se propone sin embargo, seguir con su promesa, pero se frustra una y otra vez. Finalmente le pregunta a su padre: “¿Cómo puedo mostrarle a alguien que la amo si me rechaza continuamente?” Su padre le explica que ese es el amor que Dios nos muestra. A partir de ese momento Caleb se compromete seriamente a aprender a mostrarle a Dios su amor. Y con la ayuda de Dios Caleb empieza a comprender lo que significa amar a su esposa. ¿Pero aún hay tiempo de salvar a su matrimonio del fuego? En su trabajo debía rescatar a otros. Ahora Caleb Holt está preparado para enfrentar la tarea más difícil de su vida – rescatar el corazón de su esposa.
Durante el desarrollo de la película, Caleb tiene que enfrentar varias pruebas, y decisiones que le cambian la vida; una de ellas es entregarle su vida a Jesús y confiar en que Dios le ayudará a salvar su matrimonio.

## Reparto
- Kirk Cameron como el Capitán Caleb Holt.
- Erin Bethea como Catherine Holt, la esposa de Caleb que trabaja en el Phoebe Putney Memorial Hospital.
- Harris Malcolm como John Holt, el padre de Caleb.
- Ken Bevel como Michael Simmons.
- Jason McLeod como Eric Harmon.
- Renata Williams como Latasha Brown, una enfermera del hospital, y la mejor amiga de Catherine.
- Alex Kendrick como el Pastor Strauss, el ministro que casa a Caleb y Catherine.
- Chelsea Noble (la esposa real de Kirk Kameron) aparece como la doble de Erin Bethea[3] Esto debido a que Kirk Cameron dijo que no podría besar a ninguna otra mujer, más que a su esposa.[4]

- Dentro del reparto de Fireproof' se incluyeron en varias escenas, cerca de 1,200 voluntarios de la Iglesia Bautista de Sherwood.[5]

## Soundtrack
| Música                              | Cantante        |
| ----------------------------------- | --------------- |
| While I'm Waiting                   | John Waller     |
| Slow Fade                           | Casting Crowns  |
| Brighter Day                        | Leeland         |
| This Is Who I Am                    | Third Day       |
| You Belong to Me                    | Grey Holiday    |
| Love Is Not A Fight (Movie Version) | Warren Barfield |

## Premios
| Año  | Organización                                                   | Nominación     | Resultado |
| ---- | -------------------------------------------------------------- | -------------- | --------- |
| 2009 | Festival de San Antonio de Películas Independientes Cristianas | Mejor Película | Ganadora  |
| 2009 | Fundación Dove: Premios Crystal Seal                           | Mejor Drama    | Ganadora  |